# Saussurea heteromalla
Saussurea heteromalla là một loài thực vật có hoa trong họ Cúc. Loài này được (D.Don) Hand.-Mazz. miêu tả khoa học đầu tiên năm 1936.